# آکیکو کویاما
آکیکو کویاما (انگلیسی: Akiko Koyama؛ زادهٔ ۲۵ ژانویهٔ ۱۹۳۵) بازیگر اهل ژاپن است. وی از سال ۱۹۵۵ میلادی تاکنون مشغول فعالیت بوده‌است.
همچنین برندهٔ جوایزی همچون جایزه فیلم ماینیچی و جایزه آکادمی فیلم ژاپن شده‌است.